# 柳成龍
柳成龍（1542年11月7日（嘉靖二十一年十月初一）—1607年6月7日（萬曆三十五年五月十三日）），字而見，號西厓，安东丰山（今韩国庆尚北道安东市丰山邑）人，朝鮮王朝時期政治家。他是柳仲郢的次子，曾於朝鮮宣祖時期擔任領議政一職。封號豐原府院君，死後諡號文忠。

## 早年仕途
少年时，曾向儒學學者退溪先生李滉學習儒學，获得李滉的高度赞赏。1557年柳成龙中乡试，1563年中生员进士试，1564年中生员会试，1566年及第，選補承文院權知副正字。1573年父亲去世而丁忧，1575年丧期满后两次拒绝出仕，次年才接受弘文馆校理的任命。1589年，郑汝立谋反案爆发，西人党借机大加株连，柳成龙作为礼曹判书上疏解救。不久后调任吏曹判书，选派“沉静谨慎”的吴亿龄调查郑汝立谋反同党，挫败了郑澈等西人的阴谋。

## 战中表现
柳成龙於1590年擔任右議政一職，執掌朝政。他在政治派別上屬於東人黨。在东人党成功击败西人党以后，他主张采取稳健的态度，与东人党内激进派意见不合，不久后东人党分裂为南人党和北人党，柳成龙成为了南人党的领袖。1591年，柳成龍提拔少年時的老相識李舜臣為全羅左道水軍節度使，這引起了与北人党相善的元均的不滿。同时他还主张提拔了权慄，后者成为了战争期间的朝鲜军最高统帅——都元帅。1592年6月11日（格里曆；萬曆二十年五月初二；儒略曆1592年6月1日），柳成龍成為領議政。豐臣秀吉侵略朝鮮之際，柳成龍歷任領議政、都體察使（主管军事）等要職，主持朝鮮王朝的政治、军事，并负责来援明军的后勤补给。柳成龙是坚决的主战派，在碧蹄馆之战后依旧坚持催促明军进兵，但是最终明军没有继续前进。停战期间，元均勾結反對南人黨的大臣，污蔑李舜臣，最终使得李舜臣被罢免。柳成龙争辩无效后上疏请辞，不被允许。

## 被谗去职
1598年，丁应泰诬告朝鲜同日本同谋攻击明朝。宣祖有意要柳成龙赴北京辩解，柳成龙以被北人党攻击而拒绝。北人党借机大加攻讦，柳成龙被褫职，虽然两年后又复职，但是他已经无意于政治，不久后辞官回乡。1604年被封为二等扈圣功臣（用以表彰在万历朝鲜战争期间随同李昖逃亡的大臣），1607年去世。

## 评价
明军经理杨镐：汝國事，當使如柳某者輔之。
朝鮮宣祖：將抱冤而死，地下相見，豈安於心？
《宣祖修正實錄》：成龍素負重望, 當國累年, 大爲群小所惎。 初以使行之不自請爲罪案, 而乘機搆捏, 以無根之說、不近之謗, 肆意羅織, 終至於慈母投杼, 痛矣!

## 其他

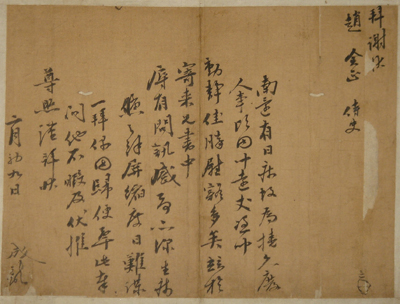
柳成龍書信

柳成龍為官清廉，經常出資資助百姓。他被罢职的时候，因为没有路上吃的粮食，甚至要写信让家人运粮来，“子弟皆徒步，顚沛萬狀”。
他在战争期间建议使用戚继光的练兵法练习军队（他倡议组建的“三手军”成为了朝鲜军队后来的主力），利用朝鲜多山的地形建造山城以作为防御，并请求恢复镇管制（朝鮮初期的一種軍事體制）以维护军队的战斗力，可见他虽然不是军人，却对军事有着自己的见解。在战争期间提拔的李舜臣、权慄都成为了大将并被朝鲜王朝追封为一等宣武功臣（用以表彰万历朝鲜战争期间的将领）。
其著作《懲毖錄》，是柳成龍晚年對萬曆朝鮮戰爭期間執政的反省，其书名来自《诗经·周颂·小毖》的“予其惩，而毖后患”，意思是“我必须深刻吸取教训，用以免除后患”。其书具有較高的史料價值，但是也有人认为柳成龙在该书中掩饰自己的过失，攻讦别人，特别是明军将领。（这可能与双方在战和问题上的态度不同有关）其原稿被韩国指定为第132号国宝。
他还编纂了自己老师的文集《退溪集》、王氏高丽末期儒学者郑梦周的文集《圃隐集》等。
柳成龍的後代有不少名人。韓國藝人柳時元是其後裔。日本藝人柳熺俊是其17世孫。圍棋棋手柳時熏也是他的後裔。

## 流行文化

### 電視劇
- 《雷聲（朝鲜语：천둥소리）》（2000年－2001年）
- 《王的女子（朝鲜语：왕의 여자）》（2003年－2004年）
- 《不滅的李舜臣》（2004年－2005年）
- 《懲毖錄》（2015年）

### 電影
- 《壬辰倭亂 1592（朝鲜语：임진왜란 1592）》（2016年）